# Боїська
Боїська (пол. Boiska) — село в Польщі, у гміні Солець-над-Віслою Ліпського повіту Мазовецького воєводства.
Населення — 257 осіб (2011).
У 1975-1998 роках село належало до Радомського воєводства.

## Демографія
Демографічна структура станом на 31 березня 2011 року:
|          | Загалом | Допрацездатний вік | Працездатний вік | Постпрацездатний вік |
| -------- | ------- | ------------------ | ---------------- | -------------------- |
| Чоловіки | 123     | 25                 | 84               | 14                   |
| Жінки    | 134     | 26                 | 72               | 36                   |
| Разом    | 257     | 51                 | 156              | 50                   |